# Essen
Pour les articles homonymes, voir Essen (homonymie).
 (décembre 2024).
Si vous disposez d'ouvrages ou d'articles de référence ou si vous connaissez des sites web de qualité traitant du thème abordé ici, merci de compléter l'article en donnant les références utiles à sa vérifiabilité et en les liant à la section « Notes et références ».

Logo de la ville d'Essen

Essen (en allemand : /ˈɛsn̩/, ? Écouter [Fiche]) est une ville située dans la partie centrale du bassin de la Ruhr dans le Land de Rhénanie-du-Nord-Westphalie en Allemagne. Elle est la neuvième plus grande ville d'Allemagne. Essen fut la capitale européenne de la culture en 2010, avec toute la région de la Ruhr, dans le cadre du projet RUHR.2010 - Capitale européenne de la culture.
Essen fut autrefois l'une des villes accueillant les plus importants charbonnages et unités sidérurgiques d'Allemagne liés notamment à la famille Krupp . Mais la ville s'est restructurée dans le secteur tertiaire et elle abrite aujourd'hui 13 des 100 sièges sociaux des plus grandes sociétés allemandes, ainsi que de nombreuses autorités régionales.

## Étymologie
Essen tire son nom de la famille des Astnithi, donateurs qui ont fondé vers 845, à l'initiative de Saint Altfrid, à côté d'une abbaye bénédictine, une abbaye féminine destinée à accueillir les jeunes filles de la noblesse saxonne. La première supérieure de ce couvent se nommait Gersuith, de cette même famille noble des Astnithi, et le couvent lui-même, à l'origine de la ville, portait le nom latin de coenobium Astnide.

## Histoire
| Appartenances historiques Saint-Empire (Ville libre) 1377-1803 Comté de La Marck 1803-1806 Grand-duché de Berg 1806-1813 Royaume de Prusse (Grand-duché du Bas-Rhin) 1815-1822 Royaume de Prusse (Province de Rhénanie) 1822-1871 Empire allemand 1871-1918 République de Weimar 1918-1933 Reich allemand 1933-1945 Allemagne occupée 1945-1949 Allemagne de l'Ouest 1949-1990 Allemagne 1990-présent |

La ville a été conquise le 10 avril 1945 par la 9e armée américaine.
Au cœur de la région industrielle dominée par la sidérurgie de l'empire Krupp, Essen a su se reconvertir après la Seconde Guerre mondiale en une ville agréable : centre de la ville piétonnier, espaces verts autour du Baldeneysee (lac Baldeney) traversé par la rivière Ruhr. L'image donnée par l'agglomération aujourd'hui contraste avec l'image de villes et banlieues noircies par des industries polluantes.
Capitale européenne de la culture en 2010, Essen a reçu un don de 55 millions d'euros de la fondation Krupp pour financer la transformation du musée Folkwang, célèbre pour ses toiles impressionnistes. Le nouveau bâtiment de verre et d'acier, conçu par l'architecte britannique David Chipperfield, sublime la lumière naturelle. Les œuvres sont perçues différemment selon l'heure du jour.
Le 3 novembre 2023, 3 000 personnes manifestent dans la ville avec des drapeaux du djihad (en) et des slogans appelant à l'instauration d'un califat mondial. 

## Administration
Essen est membre, depuis 1920, de la « communauté de communes du secteur de la Ruhr » (Regionalverband Ruhr), structure intercommunale regroupant environ 5,5 millions d'habitants.

### Les subdivisions administratives
Les subdivisions administratives (Stadtbezirke) sont :
| Stadtbezirk (Numéro) | Nom                             | Quartiers associés                                                                                        | Superficie (km2) | Population (30 juin 2017) |
| -------------------- | ------------------------------- | --- | ---------------- | ------------------------- |
| I                    | Stadtmitte / Frillendorf        | Huttrop, Stadtkern, Ostviertel, Nordviertel, Westviertel, Südviertel, Südostviertel, Huttrop, Frillendorf | 15,6             | 67 612                    |
| II                   | Rüttenscheid / Bergerhausen     | Rellinghausen / Stadtwald / Rüttenscheid, Rellinghausen, Bergerhausen, Stadtwald                          | 8,88             | 54 080                    |
| III                  | Essen-West                      | Altendorf, Frohnhausen, Holsterhausen, Fulerum, Haarzopf, Margarethenhöhe                                 | 16,41            | 98 704                    |
| IV                   | Borbeck                         | Schönebeck, Bedingrade, Frintrop, Dellwig, Gerschede, Borbeck-Mitte, Bochold, Bergeborbeck                | 24,67            | 84 196                    |
| V                    | Altenessen / Karnap / Vogelheim | Altenessen-Nord, Altenessen-Süd, Karnap, Vogelheim                                                        | 18,34            | 58 083                    |
| VI                   | Zollverein                      | Schonnebeck, Stoppenberg, Katernberg                                                                      | 13,02            | 52 134                    |
| VII                  | Steele / Kray                   | Steele, Kray, Freisenbruch, Horst, Leithe                                                                 | 20,8             | 71 311                    |
| VIII                 | Essen-Ruhrhalbinsel             | Heisingen, Kupferdreh, Byfang, Überruhr-Hinsel, Überruhr-Holthausen, Burgaltendorf                        | 33,32            | 51 801                    |
| IX                   | Werden / Kettwig / Bredeney     | Bredeney, Schuir, Werden, Heidhausen, Fischlaken, Kettwig                                                 | 54,59            | 51 658                    |

## Géographie

### Site
Essen est située dans le centre de la région de la Ruhr, l'une des grandes conurbations en Europe, comprenant environ 5,5 millions d'habitants. La ville s'étend sur 21 km du nord au sud et sur 17 km d'ouest en est, principalement au nord de la rivière de la Ruhr, qui alimente dans la ville le réservoir du lac Baldeney. Le lac date de 1931-1933, lorsque quelques milliers de mineurs de charbon chômeurs ont dragué le lac avec un faible outillage pour le Reichsarbeitsdienst. Les zones situées au sud de la Ruhr sont considérées comme particulièrement vertes et sont souvent citées comme des exemples des structures rurales de la région de la Ruhr.
Le point le plus bas de la ville se trouve dans l'arrondissement nord de Karnap à 26,5 m, le point le plus élevé dans l'arrondissement de Heidhausen avec 202,5 m. L'altitude moyenne est de 116 m.
Essen comprend 50 quartiers, regroupés en 9 districts de banlieue (appelés Stadtbezirk) souvent nommés d'après les quartiers les plus importants. Chaque Stadtbezirk se voit attribuer un chiffre romain et a une autonomie limitée.

### Climat
La température moyenne à Essen est de 9,6 °C, les précipitations annuelles moyennes sont de 829 mm. Le mois le plus froid de l'année est le mois de janvier, lorsque la température moyenne est de 1,5 °C. Le mois le plus chaud est celui de juillet, avec une température moyenne de 17,5 °C. Août est le mois des plus fortes précipitations mensuelles moyennes avec 90 mm.

### Démographie
Essen comptait 573 783 habitants en 2009 et 583 084 en 2016.

## Vie économique

### Les grandes entreprises basées à Essen
Essen est le siège de plusieurs grandes entreprises, parmi lesquels le conglomérat industriel ThyssenKrupp AG, qui est également enregistré à Duisbourg et qui provient de la fusion en 1999 de Thyssen et Krupp AG. Essen abrite également le siège social de RWE, un des principaux distributeurs allemands d'électricité, ou de DB Schenker, la division logistique de Deutsche Bahn. D'autres grandes entreprises sont implantées dans la ville, l'entreprise de construction Hochtief, Aldi Nord, Evonik Industries, Arcandor, Medion et Deichmann. Eon-Ruhrgas, une des grandes sociétés allemandes du secteur du gaz a aussi son siège social à Essen. The Coca-Cola Company avait initialement établi à Essen son siège régional allemand (vers 1930), où il est resté jusqu'en 2003, année où le siège allemand de la firme a été déménagé à Berlin.

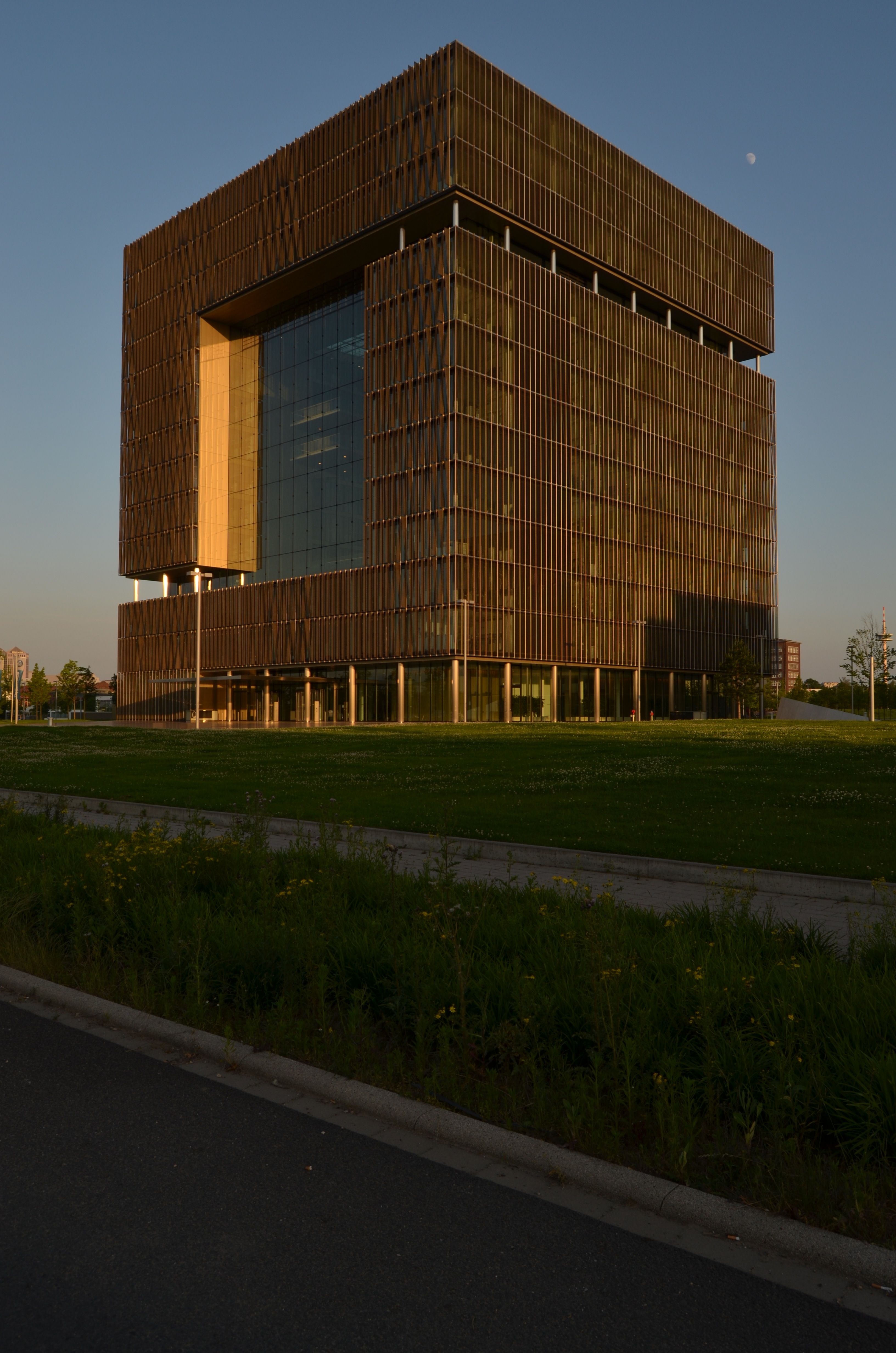
ThyssenKrupp Headquarters.
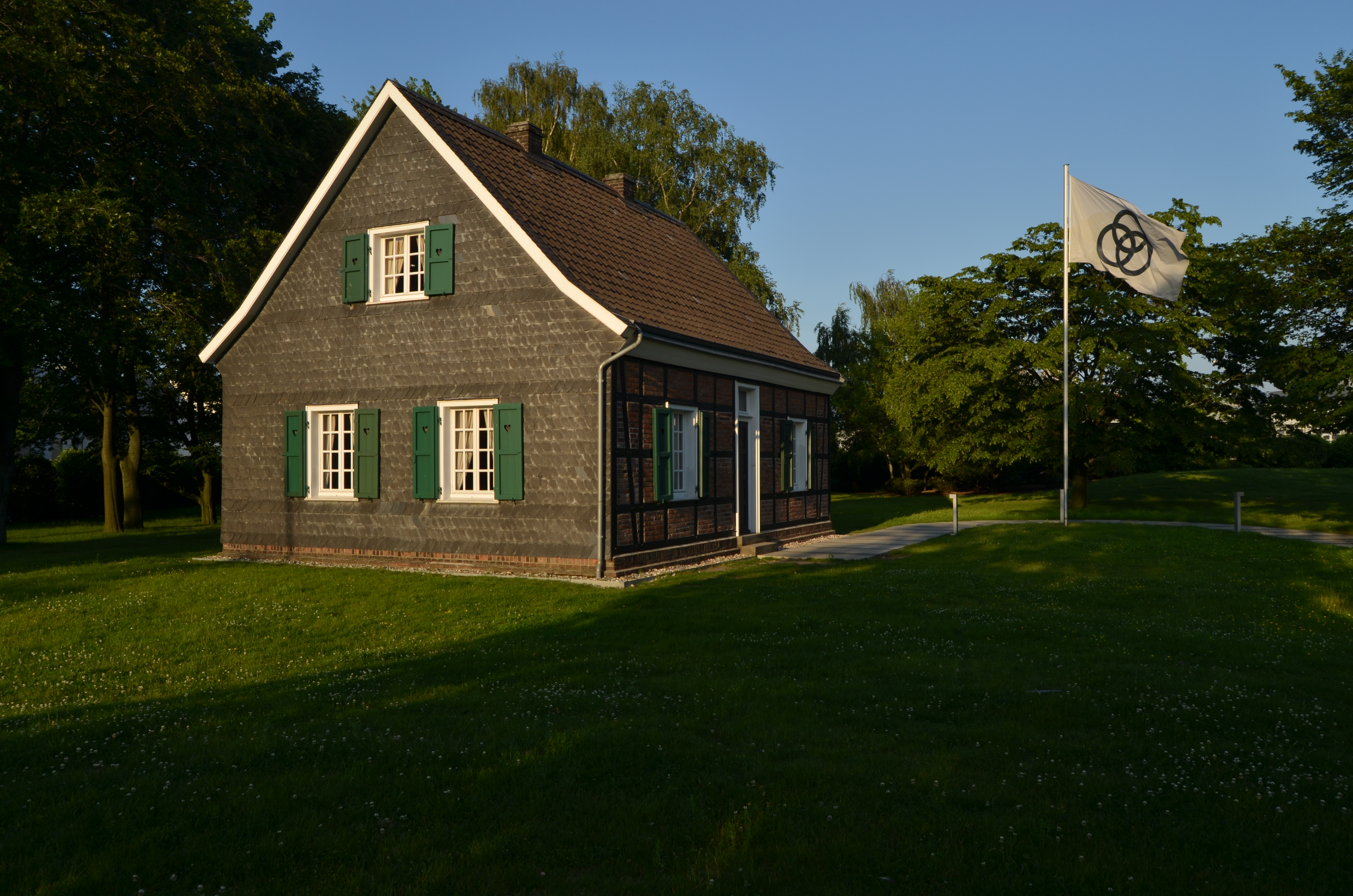
Krupp Maison ancien.
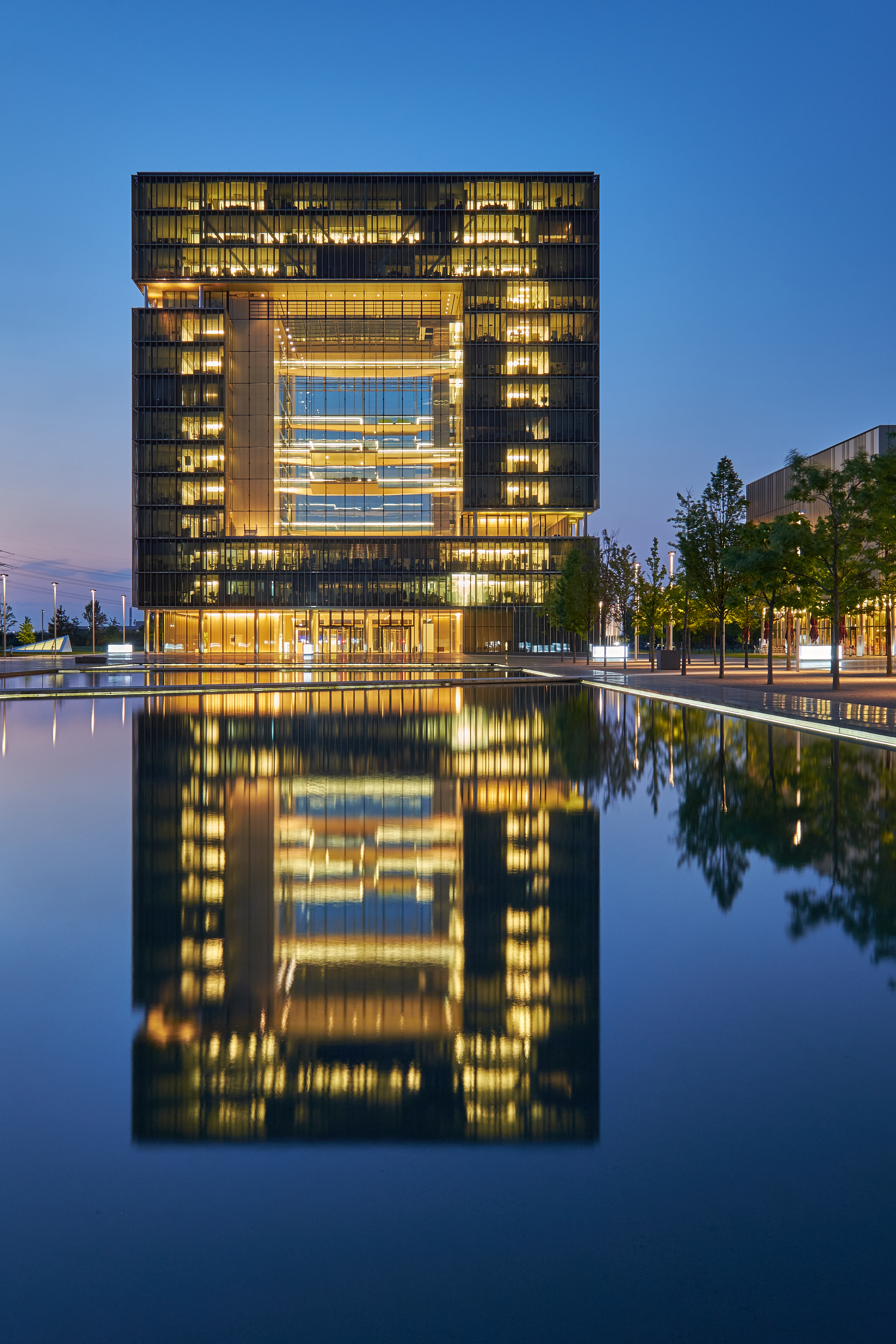
Quartier Thyssen-Krupp à Essen. Juillet 2015.

### Foires
Le parc des expositions de la ville, Messe Essen, est l'hôte d'environ 50 foires commerciales chaque année. Avec près de 530 000 visiteurs chaque année, Essen Motor Show, est de loin le plus grand événement qui s'y tient. Les autres importants salons sont le SPIEL, pour les jeux de société, Techno-Classica, Equitana. D'autres foires sont réservées aux professionnels comme Security, l'IPM et E-World.

### Éducation
L'université de Duisbourg-Essen résulte de la fusion en 2003 des universités d'Essen et de Duisbourg.
L'un des établissements d'enseignements les plus reconnus à Essen est la Folkwang-Hochschule, une université des Arts fondée en 1927, dont le siège est à Essen mais qui a aussi d'autres installations à Duisbourg, Bochum et Dortmund.

### Médecine
Essen est un important pôle pour le secteur de la santé avec plus de 1 350 médecins résidents et près de 6 000 lits dans treize hôpitaux, dont un hôpital universitaire. L'hôpital universitaire a été fondé en 1909, lorsque le conseil municipal a créé un hôpital communal. Bien qu'il ait été en grande partie détruit pendant la Seconde Guerre mondiale, il a été reconstruit plus tard, et il a finalement obtenu le titre d'hôpital universitaire en 1963. Il se concentre sur les maladies du système circulatoire, sur l'oncologie et sur la médecine de transplantation, avec un département de transplantations de moelle osseuse qui est le deuxième plus grand dans le monde.

### Transport

#### Transport aéroportuaire
En collaboration avec la ville voisine de Mülheim an der Ruhr et le land de Rhénanie-du-Nord-Westphalie, Essen détient l'aéroport de Essen-Mülheim (IATA : ESS, OACI : EDLE). Alors que les premiers vols ont eu lieu en 1919, il n'a été officiellement ouvert que le 25 août 1925. Considérablement agrandi en 1935, Essen-Mülheim est devenu l'aéroport central de la région de la Ruhr jusqu'à la fin de la Seconde Guerre mondiale, avec des vols à destination de la plupart des principales villes européennes grâce à une piste asphaltée de 1 553 m et à une autre piste non asphaltée. Il a été fortement endommagé pendant la Seconde Guerre mondiale, mais partiellement reconstruit et utilisé par les Alliés comme un aéroport de réparation. Mais c'est l'aéroport international de Düsseldorf qui s'est ensuite développé avec un aéroport civil de grande capacité, alors que Essen-Mülheim sert aujourd'hui principalement à la circulation aérienne occasionnelle (quelque 33 000 passagers par an), de base à une flotte de dirigeables et à des entreprises d'entraînement au vol. Les résidents de la région autour d'Essen utilisent généralement l'aéroport de Düsseldorf (à environ vingt minutes en voiture) et, occasionnellement, l'aéroport de Dortmund à la fois pour les vols intérieurs et internationaux.

### Culture et patrimoine

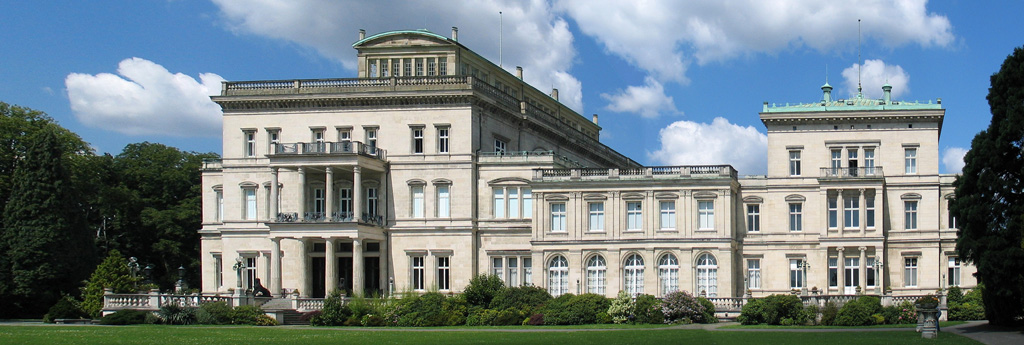
Villa Hügel.

- La cathédrale et son trésor (Xe et XIe siècles) abrite la Vierge d'or (Goldene Madonna), considérée comme la plus vieille d'Occident (980), et des croix processionnelles des Xe et XIe siècles.
- Musée Folkwang : essentiellement centré sur les XIXe et XXe siècles.
- Aalto Theater : opéra construit de 1983 à 1988 d'après les plans originaux d'Alvar Aalto datant de 1959.
- Villa Hügel (1872) : demeure de la famille Krupp, dynastie d'industriels ayant commencé dans la sidérurgie ; un musée est adjoint à la villa retraçant l'histoire de leur activité sidérurgique.
- Le Grugapark, vaste parc (le plus grand du genre en centre-ville en Europe) qui abrite la Grugahalle, voit défiler des spectacles de tous genres.
- Le Baldeneysee : lac très fréquenté par les habitants, qui viennent s'y promener.
- À la périphérie, la ville de Werden abrite l'église abbatiale Saint-Ludger du XIIe siècle, mélange de roman et de gothique primitif.
- L'église Saint-Engelbert est représentative de l'expressionnisme de brique.
- L'église Saint-Boniface préserve le culte en latin.
- Mine Zollverein[4] : mine de charbon mise en service en 1932, 1 200 m de profondeur 12 000 t de charbon extraites par jour. Cette mine a été fermée en 1986. Aujourd'hui, les bâtiments servent de salle de spectacle ou à des entreprises de design et des institutions de formation continue. Elle est inscrite sur la liste du Patrimoine de l'UNESCO.
- Kettwig, appartenant à la municipalité d'Essen, abrite le fameux château de Hugenpoet.
- Essen est la capitale européenne de la culture en 2010 et représente la Ruhr.
- L'ancienne synagogue d'Essen construite en 1913, aujourd'hui maison de la culture juive.

## Politique et administration

### Élections communales de 2020

#### Bourgmestre
| Candidats                | Candidats                | Partis                                       | Premier tour | Premier tour |
| Candidats                | Candidats                | Partis                                       | Voix         | %            |
| ------------------------ | ------------------------ | -------------------------------------------- | ------------ | ------------ |
|                          | Thomas Kufen             | Union chrétienne-démocrate d'Allemagne (CDU) | 115 415      | 54,27        |
|                          | Oliver Kern              | Parti social-démocrate d'Allemagne (SPD)     | 43 093       | 20,26        |
|                          | Mehrdad Mostofizadeh     | Alliance 90 / Les Verts (Grünen)             | 25 924       | 12,19        |
|                          | Harald Parussel          | Alternative pour l'Allemagne (AfD)           | 12 695       | 5,97         |
|                          | Daniel Kerekeš           | Die Linke                                    | 5 414        | 2,55         |
|                          | Annie Tarach             | Die PARTEI (DP)                              | 5 168        | 2,43         |
|                          | Dr. Karlgeorg Krüger     | Parti libéral-démocrate (FDP)                | 4 200        | 1,97         |
|                          | Peter Köster             | Parti communiste allemand (DKP)              | 546          | 0,26         |
|                          | Detlef Fergeé            | Parti national-démocrate d'Allemagne (NPD)   | 232          | 0,11         |
| Votes valides            | Votes valides            | Votes valides                                | 212 687      | 99,13        |
| Votes blancs et nuls     | Votes blancs et nuls     | Votes blancs et nuls                         | 1 861        | 0,87         |
| Total                    | Total                    | Total                                        | 214 548      | 100          |
| Abstention               | Abstention               | Abstention                                   | 231 926      | 51,94        |
| Inscrits / participation | Inscrits / participation | Inscrits / participation                     | 446 384      | 48,06        |

#### Conseil municipal
|                           |                                                  |         |       |      |        |     |
| Parti                     | Parti                                            | Voix    | %     | +/-  | Sièges | +/- |
|                           | Union chrétienne-démocrate d'Allemagne (CDU)     | 73 206  | 34,45 | 2,97 | 30     | 2   |
|                           | Parti social-démocrate d'Allemagne (SPD)         | 51 550  | 24,26 | 9,70 | 21     | 10  |
|                           | Alliance 90 / Les Verts (Grünen)                 | 39 569  | 18,62 | 7,95 | 16     | 6   |
|                           | Alternative pour l'Allemagne (AfD)               | 15 849  | 7,46  | 3,71 | 6      | 3   |
|                           | Die Linke                                        | 8 309   | 3,91  | 1,42 | 3      | 2   |
|                           | Parti libéral-démocrate (FDP)                    | 6 476   | 3,05  | 0,25 | 3      | 0   |
|                           | Association citoyenne d'Essen - Électeurs libres | 6 209   | 2,92  | Nv.  | 3      | 3   |
|                           | Die PARTEI                                       | 5 282   | 2,49  | 1,74 | 2      | 1   |
|                           | Parti de protection des animaux                  | 4 396   | 2,07  | Nv.  | 2      | 2   |
|                           | Autres                                           | 1 666   | 0,77  | -    | 0      | -   |
|                           |                                                  |         |       |      |        |     |
| Suffrages exprimés        | Suffrages exprimés                               | 212 512 | 98,92 |      |        |     |
| Votes blancs et invalides | Votes blancs et invalides                        | 2 327   | 1,08  |      |        |     |
| Total                     | Total                                            | 214 839 | 100   | -    | 86     | 4   |
| Abstentions               | Abstentions                                      | 231 545 | 51,87 |      |        |     |
| Inscrits / participation  | Inscrits / participation                         | 446 384 | 48,13 |      |        |     |

## Environnement
La ville d'Essen reçoit le prix Capitale verte de l'Europe 2017 ; elle est choisie pour ses efforts de reconversion environnementale et économique : « Essen a utilisé les leçons de son passé industriel pour construire un avenir respectueux de l'environnement ».

## Personnalités de la ville
- Suanhild, abbesse du XIe siècle

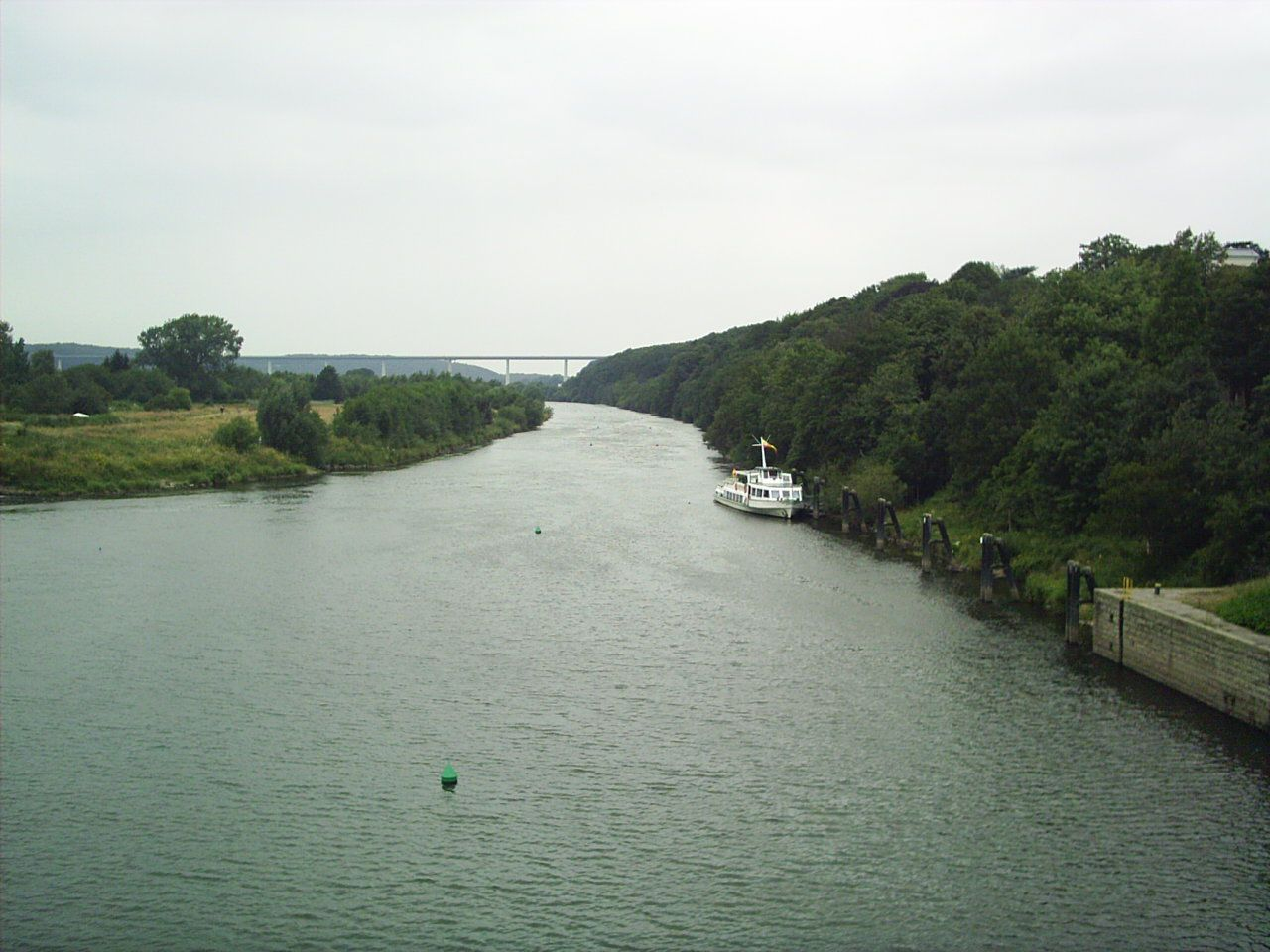
La vallée de la Ruhr.

- Cunégonde de Saxe (1740-1826), abbesse du XVIIIe siècle
- Friedrich Alfred Krupp (1854-1902), industriel allemand
- Albertine Badenberg (1865-1958)
- Lutz Schwerin von Krosigk (1887-1977), ministre
- Heinz Rühmann (1902-1994), acteur
- Berthold Beitz (1913-2013), industriel
- Hans Namuth (1915-1990), photographe, né à Essen
- Marianne Strauss (1923-1996), victime du nazisme est née à Essen
- Uta Ranke-Heinemann (1927-2021), théologienne allemande, née à Essen
- Helmut Rahn (1929-2003), footballeur
- Klaus Bockmühl (1931-1989), pasteur et théologien protestant, né à Essen
- Gerd Albrecht (1935-2014), chef d'orchestre, né à Essen
- Martin Krebs (1956-), prélat catholique, actuel nonce apostolique en Suisse et au Liechtenstein (en), né à Essen
- Saïd Benkarit (1995-), footballeur
- Jens Lehmann (1969-), footballeur, né à Essen
- Frank Mill (1958-2025), footballeur, né à Essen
- Henning Baum (1972-), acteur, né à Essen
- Olli Olé (1975-), chanteur, né à Essen
- Leroy Sané (1996-), footballeur, né à Essen

## Sports
Football
- Rot-Weiss Essen

- Schwarz-Weiss Essen

Handball
- TUSEM Essen

Natation
- SG Essen

Volleyball
- VV Essen

## Jumelages
- Sunderland (Royaume-Uni) depuis 1949
- Tampere (Finlande) depuis 1960
- Grenoble (France) depuis 1974
- Nijni Novgorod (Russie) depuis 1991
- Tel Aviv (Israël) depuis 1991